# Ciutat Vella (Valencia)
Ciutat Vella (en español Ciudad Vieja) es el nombre que recibe el distrito número 1 de la ciudad de Valencia (España). Limita al norte con La Zaidía, al este con El Pla del Real, al sudeste con Eixample y al sudoeste con Extramurs. Está compuesto por seis barrios: La Seu, La Xerea, El Carmen, El Pilar (antiguamente Velluters), El Mercado y San Francisco. Su población censada en 2022 era de 27.983 habitantes según el Ayuntamiento de Valencia.

## Geografía física y topografía
Está delimitado por la muralla del siglo XIV, esto es, las calles de Colón, Xàtiva y Guillem de Castro, la margen derecha del río Turia desde esta calle hasta la calle de la Justicia, la Puerta del Mar y de nuevo, Colón.
Ciudad Vieja se caracteriza por su topografía de relieve plano, aunque cuenta con algunas depresiones y elevaciones en el terreno. Esta riqueza topográfica se debe a que la Ciudad Vieja actual es la suma de tres emplazamientos históricos:el romano del siglo II a. C., el árabe, del siglo XI d. C., y el cristiano, que data del siglo XIV d. C.
La ubicación de la ciudad en el llano aluvial y la proximidad de Ciudad vieja al río Turia ha causado que, históricamente, esta zona de Valencia haya sido la más afectada por sus numerosos desbordamientos. Sin embargo, tras la riada de 1957, que causó graves pérdidas materiales y humanas, se optó por desviar el cauce del río en 1972, convirtiendo el cauce principal en un paleocauce.
El extremo norte y el extremo sur de este centro histórico están conectados por sendas estaciones ferroviarias.
A) Extremo sur: Estación del Norte, estación de Renfe, Adif y de las líneas      de Cercanías Valencia. 
B) Extremo norte: Estación de Pont de Fusta, parada de tranvías de la línea  de Metrovalencia, (antigua estación de Feve).
Ambas estaciones se encuentran a 15 metros de altitud sobre el nivel del mar.

## Historia
Antes de la llegada de los romanos a la zona, la actual Ciudad Vieja era una pequeña isla rodeada por el río Turia. A la llegada de los romanos aparecieron los primeros asentamientos urbanos, estos asentamientos se datan del siglo II a. C Según cuenta Tito Livio, los romanos que se instalaron en la zona fundaron Valentia Edetanorum por orden del cónsul de Hispania Décimo Junio Bruto Galaico.
Tras la destrucción de la ciudad por las guerras civiles en el año 75 a. C y ser refundada, los planos urbanísticos de la ciudad crecieron en gran medida. La actual Ciudad Vieja se convirtió en el foro y plaza pública de la ciudad. Allí se celebraban reuniones judiciales, religiosas y políticas, y donde se ubicaban los edificios más importantes de la ciudad dedicados a albergar este tipo de reuniones. Otros edificios situados en el foro estaban construidos para ser casas gremiales y mercados.
En la época musulmana el distrito quedó amurallado por las murallas árabes que seguían el recorrido del seco recorrido del Turia. En la zona de extramuros se encontraba el mercado y la mezquita, actualmente esta zona es el punto neurálgico comercial de Ciudad Vieja.
En el siglo XIII se reemplazó la mezquita musulmana por La Catedral de Valencia tras la conquista de Jaume I de la ciudad y consagrar a la virgen en el lugar donde se encontraba la mezquita. Un siglo después se construyó la antigua muralla cristiana, apenas se conservan restos de esta. Sí que se conservan dos puertas: Las Torres de Serranos y Las Torres de Quart. El desarrollo del barrio durante la época medieval se debió gracias a la gran producción de seda y a la llegada de talleres y negocios artesanales. Durante esta época Valencia se consideraba parte de la Ruta de la Seda. En el siglo XV, en mitad de la explosión del mercado telar de Valencia, se construyó La Lonja de la Seda, utilizada para las transacciones comerciales.
Durante el siglo XVIII se edificaron el antiguo Palacio del Conde de Parcent, que fue demolido en la década de los 60, y las Escuelas Pías. En el siglo XIX empezó la decadencia de la seda valenciana consecuencia del retraso industrial que tenía España en comparación con otros países y la exportación masiva de la seda asiática. Se derribó la muralla de la época medieval y se mejoraron las condiciones higiénicas de la zona. 

## Patrimonio
En Ciutat Vella se encuentran los principales equipamientos de la ciudad desde todos los puntos de vista:
- Administrativos: Ayuntamiento, Palacio de la Generalitat Valenciana, Cortes Valencianas, Diputación (Palacio Batlia), muchas de las consejerías, etc.

- Financieros: Bolsa de Valencia (Palacio de los Boil de Arenós) y sedes o sucursales principales de entidades bancarias (especialmente alrededor de las calles del Pintor Sorolla y de las Barcas).

- Comerciales: Mercado Central, Plaza Redonda, mercado de Mossén Sorell, grandes almacenes.

- Culturales y museísticos: IVAM, MUVIM, Museo de Cerámica, paraninfo y biblioteca de la Universidad de Valencia, Museo del siglo XIX, Centro Cultural la Beneficencia (Museo de Prehistoria y Museo Valenciano de Etnología), Centro Cultural del Octubre (OCCC) y Proyecto Inestable (Espacio Inestable).

- Religiosos: Catedral de Valencia (la Seu), San Juan del Hospital, Santa Catalina, San Juan del Mercado, Basílica de los Desamparados, etc.

- Históricos: Lonja de la Seda, Torres de Serranos, Torres de Quart, Portal de la Valldigna, palacios privados de la ciudad.

## Población
Según el Ayuntamiento de Valencia, su población censada en 2021 era de 27.525 habitantes y, de este total, 5.368 eran extranjeros. En 1981 sumaba 35 415, hecho que muestra la fuerte pérdida de población de este distrito en los últimos años. Sin embargo, gracias a la rehabilitación del distrito que se está llevando a cabo, a partir de 2003 dejó de perder población, y de hecho la ha aumentado ligeramente, al pasar de 25 075 habitantes en 2003 a 25 184 en 2005 y 25 368 en 2007, hasta llegar a 27.525 en 2021.
La heterogeneidad característica de los barrios de la Ciudad Vieja, supuso un descenso de la demografía por lo que las Administraciones local y autonómica tomaran medidas para la revitalización del casco antiguo de la ciudad. Las grandes diferencias en la actividad comercial de los distintos barrios se tradujeron en una desigualdad económica entre los habitantes de los mismos. En consecuencia, muchas familias abandonaron Ciudad Vieja a finales del siglo XX. Ciudad Vieja pasó de tener una población de 56.391 habitantes en 1970 a 24.027 en 1996.
En respuesta a este descenso poblacional, la Generalitat Valenciana creó la oficina RIVA en Ciudad Vieja, para gestionar las ayudas necesarias para la rehabilitación de la ciudad. Los primeros intentos de revitalización de Ciudad Vieja datan de 1984, sin embargo estos tuvieron un efecto contraproducente y muchos edificios fueron abandonados por lo que el declive demográfico continuó. 
A principios de los 90 se impulsaron los planes PEPRI -Planes de Protección y Reforma Interior- y paralelamente se desarrolló el conocido como plan RIVA. Gracias a estos y al turismo propio del casco antiguo fue posible la recuperación demográfica de Ciudad Vieja.

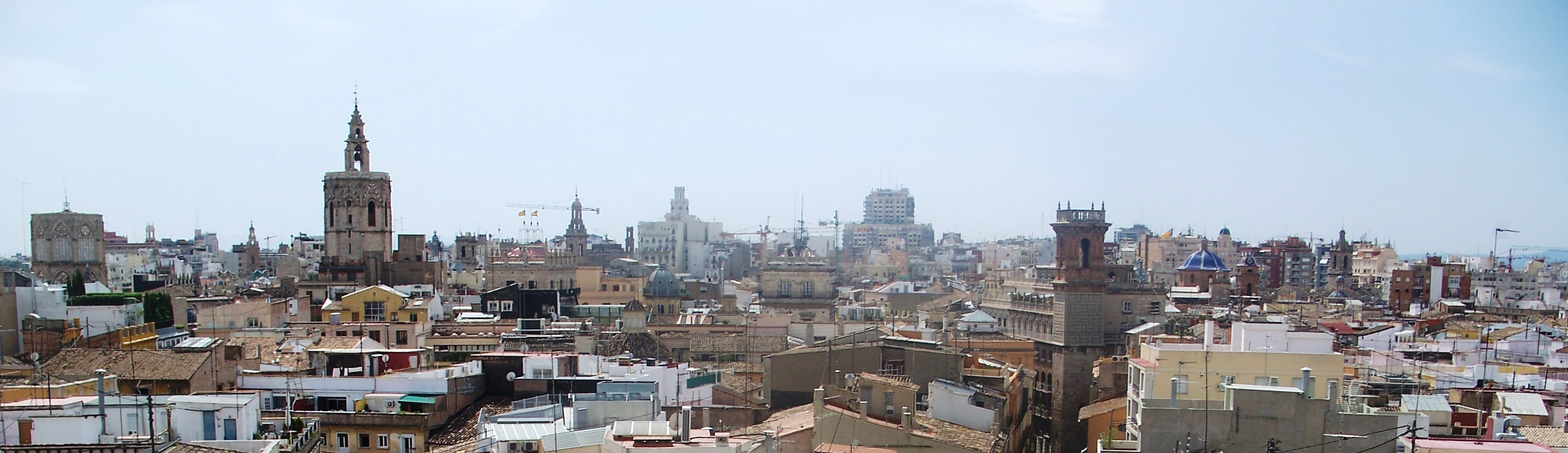
Horizonte de la Ciutat Vella.

## Actividades económicas
El comercio y servicios ocupa el 73,03% de las actividades económicas del distrito, con un total de 11.107 establecimientos de este tipo. También, las actividades industriales suman un total de 582, mientras que las actividades profesionales tienen un número de 3.038, ocupando casi el 20% del total de actividades económicas del distrito.
Además se han llevado a cabo planes de reactivación económica en el propio distrito, como en el año 2021. En este se trató de atraer a población valenciana y a los propios turistas con la realización de actividades de entretenimiento al aire libre en las distintas plazas que conforman el distrito. Se trataba de darle al distrito un enfoque más apetecible para intentar conseguir más afluencia en las calles.

## Regulaciones y Proyectos realizados en el distrito
En el año 2016 la propia concejalía de Movilidad sostenible llevó a cabo varias medidas para tratar de mejorar la calidad de vida en el distrito. Consistieron en la creación y habilitación de más zonas peatonales y en la reducción de tráfico no residencial. Además, al considerarse el distrito como un Área de Prioridad Residencial (APR) se aplicaron las medidas referentes a estas zonas, las cuales se basan en la reducción de contaminación acústica, priorización de desplazamientos sostenibles, evitar el acceso descontrolado de personas externas al distrito, controlar el acceso de vehículos especiales y tratar de disminuir la alta intensidad de tráfico en esta zona. La entrada en vigor de estas regulaciones dentro del APR fueron el 1 de diciembre de 2021.
El distrito también ha sufrido el Plan Especial de Protección (PEP), que fue aprobado por acuerdo de la Comisión Territorial de Urbanismo el 13 de febrero de 2020 pero que no se había puesto en funcionamiento hasta el 11 de marzo de 2024. En esta última fecha se aprobó la demolición de un edificio de 18 plantas para revitalizar el transcurso del propio plan cuyas bases fueron asentadas en el anterior mandato por parte del grupo Compromís y PSPV. En este plan se trata de controlar el futuro a corto y largo plazo del distrito, dotar de sostenibilidad al Espacio Libre, Paisaje Urbano y la Movilidad dentro del distrito y tratar de incentivar a que continúen las actividades económicas en el distrito.Presentó diversas consideraciones por parte de la Generalitat en el propio momento de su aprobación en 2020.

## Barrios del distrito
- La Seu: La Seu es un barrio del distrito de la Ciudad Vieja. Limita al norte con La Zaidía y el Carmen, al este con La Xerea, al sur con San Francisco y al oeste con El Mercado y El Carmen.[15] En 2021 contaba con 3.049 habitantes y, de este total, 793 eran extranjeros.[16] Se trata del barrio más antiguo de la ciudad y su nombre se debe a que en él está ubicada la Catedral o Seu (Sede) de Valencia, ya que fue donde se establecieron los romanos cuando la fundaron. Desde su creación fue el centro de la vida social, religiosa, política y militar de la ciudad.[17]
- La Xerea: El barrio de La Xerea se halla en el distrito de la Ciudad Vieja. Limita al norte con La Seu y La Zaidía, al este con El Pla del Real, al sur con Ensanche y San Francisco y al oeste con La Seu.[15] En 2021 contaba con 3.959 habitantes y, de este total, 714 eran extranjeros.[18] El barrio se situaba en un tramo del camino que llevaba al mar. Tras el desalojo de los musulmanes, fue una zona en la que vivieron personas pertenecientes al Consejo de Tarragona y Tortosa, además de otros personajes importantes como Sir Nicola, “ingeniero del señor Rey”.[19]
- El Carmen: El Carmen es un barrio que se encuentra en el distrito de La Ciudad Vieja. Limita al norte con Campanar y La Zaidía, al este con La Seu, al sur con El Mercado y El Pilar y al oeste con Extramurs.[15] En 2021 contaba con 6.590 habitantes de los cuales 1.686 eran extranjeros.[20] En él se encuentran las torres de Quart y Serranos, las únicas puertas de la muralla medieval de Valencia que todavía se mantienen en pie.[21][22]
- El Pilar:  El barrio de El Pilar se halla en el distrito de La Ciudad Vieja. Limita al norte con El Carmen, al este con El Mercado, al sur con San Francisco y al oeste con Extramurs.[15] Su población en 2021 fue de 4.632 habitantes, 1.253 de ellos eran extranjeros.[23] En la actualidad su nombre se debe a que en él se encuentra la plaza de El Pilar. Anteriormente se denominaba barrio de Velluters, proveniente del valenciano, vellut que significa “terciopelo”. Fue el centro de producción de seda de la ciudad.[24]
- El Mercado: El Mercado es un barrio del distrito de Ciudad Vieja. Limita al norte con El Carmen, al este con La Seu, al sur con San Francisco y al oeste con El Pilar.[15] En 2021 su población era 3.657 de habitantes, siendo 958 de ellos extranjeros.[25] En él se encuentra el Mercado Central de Valencia en la plaza del Mercado, lugar que desde antiguamente está dedicado al comercio. Comenzó con puestos al aire libre, “parades”.[26]
- San Francesc: San Francesc es un barrio perteneciente al distrito de Ciudad Vieja. Limita al norte con El Pilar, El Mercado, La Seu y La Xerea, al este y sur con el Ensanche y al oeste y sur con Extramurs.[15] En 2021 tenía una población de 5.638 habitantes. De este total, 1.048 eran extranjeros.[27] En él se encuentra el Ayuntamiento de Valencia. Antiguamente se encontraba ahí el Convento de San Francisco, donde ahora está el actual edificio del Ayuntamiento.[28]